# Late landschapsstijl

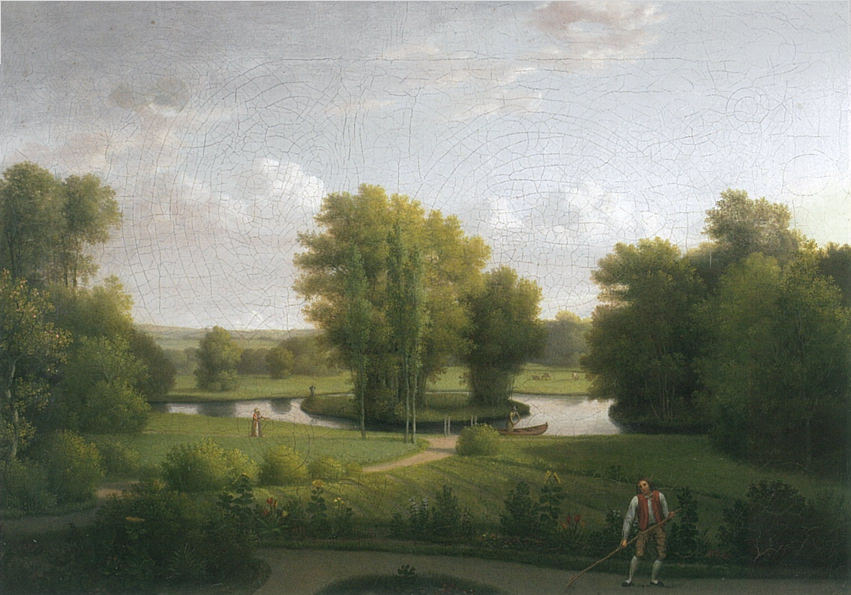
Deens voorbeeld uit 1806

De late landschapsstijl, soms ook wel rijpe landschapsstijl genoemd, is een vorm van de Nederlandse landschapsstijl die werd toegepast binnen de landschapsarchitectuur in Nederland. De stijl werd veelal in de periode 1815-1870 gebruikt. Binnen deze stijl werd een weids landschap nagebootst. 
Vloeiende vormen en een sterke afwisseling in beplanting voeren de toon. Karakteristiek voor deze stijl zijn vergezichten, open ruimten en boomcoulissen. Kenmerkend voor de beplanting is de aanplant van solitaire exotische bomen en/of boomgroepen welke omzoomd werden door boomcoulissen en door het park stromende beken. Deze stijl is de opvolger van de vroege landschapsstijl.